# Motor de xadrez
Um motor de xadrez é um programa de computador capaz de jogar xadrez.
Trata-se da aplicação de estudos sobre inteligencia artificial em jogos eletrônicos de xadrez, onde aplica-se um teste de força bruta para decidir qual o melhor movimento a ser realizado. Além disso, alguns motores contam com um banco de dados comumente chamado de Livro de aberturas que armazena variantes das principais linhas de abertura. Esse acréscimo elimina a necessidade do programa calcular as melhores linhas durante aproximadamente os dez primeiros movimentos, onde as posições são tão abertas que o custo computacional seria enorme.